# Modares
Modares ou Modaharius  est un prince goth, commandant de l'armée de Thrace, au IVe siècle. 

## Contexte historique
Au IVe siècle, les Goths sont aux frontières de l'empire romain et tentent de s'y installer régulièrement. Ce groupe s'est séparé en deux groupes principaux, les Ostrogoths qui se lancent à la conquête des régions entre la Volga, l'Oural et le Caucase sous la direction de leur roi amale Hermanaric ; les Wisigoths ou Tervinges combattent en Europe centrale et méridionale. Peuple nomade, ils sont toujours à la recherche de provisions régulières pour nourrir leur groupe important. Les Romains, à partir de Constantin, signent des traités (foedus) avec eux en leur donnant le statut de fédérés. Les hommes sont engagés dans les armées de l'empire contre des subsides.
À partir des années 340, le christianisme les atteint sous sa forme arienne avec la prédication de Wulfila, nommé évêque des Goths en 341. Resté fidèle au paganisme, Athanaric, roi des Goths, persécute les Goths chrétiens ariens entre 369 et 372, qui forment un parti opposé à lui, sous la direction du noble converti, Fritigern.
À la suite de la poussée des Huns du khan Balamber, en 376, la majeure partie de son peuple suit Fritigern et entre dans l'Empire romain tandis qu'Athanaric et ses fidèles se réfugient dans les Carpathes.

## Biographie

### Un prince de haut-rang
Selon Zosime, Modares appartient au même clan qu'Athanaric ; on peut donc supposer qu'il a suivi celui-ci dans les Carpates laissant la majeure partie du peuple goth menée par Fritigern se réfugier en Mésie en 376.   
Il semble être un prince de haut lignage, probablement de la famille des Balthes dont la descendance est respectée par les autres goths, rattachée directement au dieu Gaut. Les sources se contredisent mais ses enfants sont des nobles de haut rang : son fils Wallia ou Athaulf est élu roi des Wisigoths, sa fille, dont le nom est inconnu, épouse Alaric Ier. La rapidité de sa carrière au sein de l'armée romaine conforte l'idée d'un personnage de haut rang.  

### Un barbare romanisé
La première mention de Modares ou Modaharius date de la fin du IVe siècle ; à l'époque où les barbares se pressent à la frontière de l'empire romain, l’empereur Théodose organise la procédure de l'hospitalistas  (avec attributions foncières ou attributions de quotas d'impositions). 
Après la défaite d'Andrinople de Valens face à Fritigern, en 379, le nouvel empereur Théodose passe un premier accord avec un chef goth ; c'est Modares. Il est chrétien mais orthodoxe (reconnaissant le symbole de Nicée tout comme le nouvel empereur) et largement hellénisé. Modares reçoit le commandement de l'armée de Thrace pour détruire une colonne de pillards goths, qui se réfugient dans les Balkans. Et en 382, il porte le haut grade de magister peditum. Ses clients, employés-guerriers sont au service de l'Empire romain. 
Le chef Modares reçoit alors des agri deserti, des terres à cultiver, le transformant en un grand latifundiste mais aussi en un général apte à commander et capable de participer à des discussions théologiques. D'ailleurs, vers 380, Grégoire de Nazianze lui demande de l'aide pour convoquer l'un des synodes pour Théodose, en contrepoids aux nombreux goths de la garde impériale de confession arienne.

## Source et références
1. ↑  Les Goths, p. 26.
2. ↑  Michael Frassetto, Encyclopedia of barbarian Europe : society in transformation,  ABC-CLIO,2003, page. 45.
3. ↑  History of the Goths sur Google Books.
4. ↑  https://archive.is/34yx#selection-1035.4-1035.278.
5. ↑  Barbares -Immigrés, déportés et réfugiés dans l'Empire romain par Alessandro Barbero.
6. ↑  Selon Eunope:
 "L'empereur les accueillit et leur donna des subsides et des terres, 
dans l'espoir qu'ils auraient constitué un rempart excellent et 
adamantin contre les incursions des Huns dans cette région".
7. ↑  Grégoire de Nazianze, lettre 136.